# Across the Rio Grande (film 1949)
Across the Rio Grande è un film del 1949 diretto da Oliver Drake.
È un western statunitense con Jimmy Wakely, Dub Taylor e Reno Browne.

## Produzione
Il film, diretto da Oliver Drake su una sceneggiatura di Ronald Davidson, fu prodotto da Louis Gray per la Monogram Pictures e girato a Santa Clarita e nel Walker Ranch a Newhall, in California, nella seconda metà di marzo del 1949. I titoli di lavorazione furono  Frontier Fear e Ridin' the Rio Grande.

## Colonna sonora
- Across the Rio Grande, scritta da Ray Whitley, Jimmy Wakely, cantata da Jimmy Wakely e Polly Bergen
- I'm Lonely and Nobody Cares, scritta da Ray Whitley e Jimmy Wakely, cantata da Jimmy Wakely

## Promozione
Tra le tagline:
- SONGFEST OR SLUGFEST... NOBODY CAN BEAT JIMMY! Even his six-guns play a merry tune... as he outblasts border bad men!
- SOUTH-OF-THE-BORDER RHYTHMS! NORTH-OF-THE-BORDER THRILLS!
- Hear these top western tunes: "I NEED SOMEONE WHO CARES" - "ALONG THE RIO GRANDE"

## Distribuzione
Il film fu distribuito negli Stati Uniti dal 15 maggio 1949 al cinema dalla Monogram Pictures.